# Misha Cross

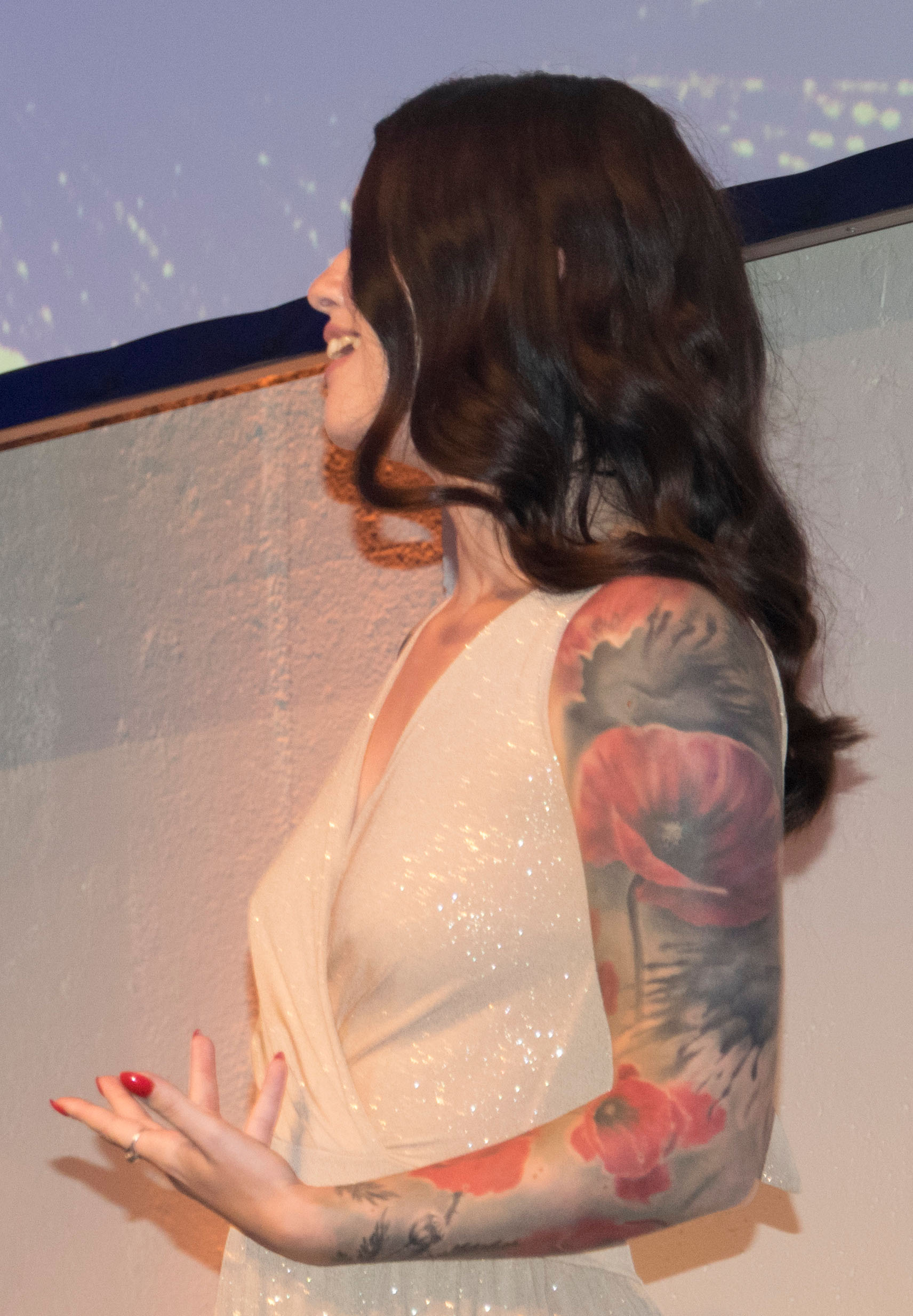
Misha Cross bei den XBIZ Europa Awards 2019

Misha Cross (* 27. November 1989) ist eine polnische Pornodarstellerin.

## Leben
Cross wuchs in Polen auf, wo sie eine traditionelle Schule besuchte, in der sie gute Noten hatte. Später arbeitete sie in einem Bekleidungsgeschäft und studierte Fotografie, ehe sie im Mai 2013 in die europäische Pornoindustrie einstieg. Für ihr Pseudonym wählte sie den Vornamen Misha, da dies ein populärer russischer Vorname ist und Cross ein Interesse für die russische Kultur aufweist. Eine Woche nachdem Cross den AVN Award als beste ausländische Darstellerin (Female Foreign Performer of the Year) erhielt, einigte sie sich Anfang 2016 mit Rebecca Lord auf einen Langzeitvertrag für Lords Produktionsstudio.

## Filmografie (Auswahl)
- 2013: Blow Me Off
- 2013: Borders of Desire
- 2014: Anal Young 'uns
- 2014: Fluid 2
- 2014: I Caught My Stepsister Fingerbanging
- 2014: Misha Cross: Wide Open
- 2014: Mother Lovers Society 12
- 2015: Female Prison Guards
- 2015: Imperfection
- 2015: Pretty Little Playthings
- 2015: Sluts of St. Clifford
- 2015: Reading Room
- 2016: After Hours
- 2016: Hard in Love
- 2016: Hard in Love 2
- 2016: Sex Slaves
- 2017: Star Wars Underworld: a XXX Parody
- 2017: Blown Away (2017)
- 2018: My First Interracial 12
- 2018: Misha in Exile (auch Regie)

## Auszeichnungen
| Jahr | Preis      | Kategorie                                   | Werk                     | Resultat  |
| ---- | ---------- | ------------------------------------------- | ------------------------ | --------- |
| 2015 | XBIZ Award | Foreign Female Performer of the Year        |                          | Gewonnen  |
| 2015 | XBIZ Award | Best Scene – All-Girl                       | Misha Cross: Wide Open   | Gewonnen  |
| 2015 | XBIZ Award | Best Scene – Non-Feature Release            | Misha Cross: Wide Open   | Nominiert |
| 2015 | AVN Award  | Best New Starlet                            |                          | Nominiert |
| 2015 | AVN Award  | Best Oral Sex Scene                         | Misha Cross: Wide Open   | Nominiert |
| 2015 | AVN Award  | Best Double Penetration Sex Scene           | Misha Cross: Wide Open   | Nominiert |
| 2015 | AVN Award  | Best Three-Way Sex Scene: G/G/B             | Fluid 2                  | Nominiert |
| 2016 | XBIZ Award | Best Scene – All-Girl                       | Mother Lovers Society 12 | Nominiert |
| 2016 | AVN Award  | Female Foreign Performer of the Year        |                          | Gewonnen  |
| 2016 | AVN Award  | Best Sex Scene in a Foreign-Shot Production | Pretty Little Playthings | Nominiert |
| 2019 | XBIZ Award | Foreign Feature Release of the Year         | Misha is in Exile        | Gewonnen  |
| 2020 | AVN Award  | Best Foreign-Shot All-Girl Sex Scene        | Bacchanalia              | Gewonnen  |